# Alte Kameraden (Marsch)
Alte Kameraden ist der Titel eines Militärmarsches (Heeresmarsch II, 150).

Der Marsch Alte Kameraden wurde etwa 1889 von dem Militärmusiker Carl Teike in Ulm komponiert. Angeblich soll der vorgesetzte Kapellmeister seinem Untergebenen Teike damals nach Überreichen der Noten gesagt haben: 

„Märsche haben wir genug. Den werfen Sie mal in den Ofen!“

Der Marsch wurde nicht verbrannt, sondern avancierte zu einem der populärsten und meistgespielten deutschen Militärmärsche. Auch im Ausland erfreut sich der Marsch großer Beliebtheit; selbst unmittelbar nach dem Zweiten Weltkrieg, als das Spielen deutscher Märsche im Ausland weitgehend unterblieb, wurde er auch dort weiterhin oft aufgeführt.
Die Audiowiedergabe wird in deinem Browser nicht unterstützt. Du kannst die Audiodatei herunterladen.
Auch heute noch gehört der Marsch zu den bekannteren deutschen Militärmärschen. Er ist unter anderem der Truppenmarsch des Transporthubschrauberregiment 30.

## Text
Alte Kameraden auf dem Marsch durch’s Land (Alternativ: Kriegespfad)

Schließen Freundschaft felsenfest und treu.

Ob in Not oder in Gefahr, (Alternativ: Ob im Kampfe oder Pulverdampfe)

Stets zusammen halten sie auf’s neu’.

Zur Attacke geht es Schlag auf Schlag,

Ruhm und Ehr’ soll bringen uns der Sieg,

Los, Kameraden, frisch wird geladen,

Das ist unsere Marschmusik.

Im Manöver zog das ganze Regiment

Ins Quartier zum nächsten Dorf, potzelement,

Und beim Wirte das Geflirte

Mit den Mädels und des Wirtes Töchterlein.

Tralalalala...

Lachen scherzen, lachen scherzen, heute ist ja heut’

Morgen ist das ganze Regiment wer weiß wie weit.

Das, Kameraden, ist des Kriegers bitt’res Los, (Alternativ: Kameraden, ja das Scheiden ist nur einmal unser Los)

Darum nehmt das Glas zur Hand und wir rufen „Prost“.

Alter Wein gibt Jugendkraft (Alternativ: Mut und Kraft);

Denn es schmeckt des Weines Lebenssaft. (Alternativ: Alte Weiber saufen Himbeersaft)

Sind wir alt, das Herz bleibt jung

Und gewaltig die Erinnerung.

Ob in Freude, ob in Not,

Bleiben wir getreu bis in den Tod.

Trinket aus und schenket ein

Und lasst uns alte Kameraden sein.

Sind wir alt, das Herz bleibt jung,

Schwelgen in Erinnerung.

Trinket aus und schenket ein

Und lasst uns alte Kameraden sein.

Jaja, die Mannschaft sie zieht zum Tor hinaus,

alte Kameraden schau'n zum Fenster raus,

lebe Wohl du schöne Stadt,

in der es uns mit Speis und Trank so gut gefallen hat,

die Mannschaft sie zieht zum Tor hinaus,

alte Kameraden schau'n zum Fenster raus,

lebe Wohl du schöne Stadt,

in der es uns so gut gefallen hat!